# La Peña (Atlántico)
La Peña es un centro poblado del municipio de Sabanalarga, departamento del Atlántico, Colombia; a orillas del embalse del Guájaro y a los pies del cerro de La Peña. El 8 de diciembre de 2010 esta población fue afectada por el rompimiento del terraplén del Canal del Dique, quedando la mitad de la población inundada, especialmente la calle 3 y la calle 4, lo que conllevó a grandes pérdidas materiales y morales para la población afectada.

## Servicios
Posee una cancha de fútbol, Iglesia Católica, Puesto Salud, inspección de policía.
Sitios de interés: Balneario de Puerto Bello, Quebrada el Obispo, mirador de La Peña {cerro},parque,paseo en canoa.E.T.C. Se dice que el nombre La Peña proviene del cerro que está al lado del pueblo el cual tiene unos 350 metros sobre el nivel del mar.

## Población
Aproximadamente es de 10 000 habitantes, la base de la economía es la pesca artesanal, se cultiva yuca, maíz, también hay ganadería bovina.

## Sitios turísticos
- Embalse del Guájaro.
- Isla Martín Cabeza
- Museo Paleontológico de la Peña "Mupapa"[1]
- El Malecón
- Quebrada “El obispo"